# Gobryidae
Famille
Les Gobryidae sont une famille de diptères.

## Liste des genres
Selon Catalogue of Life (19 mai 2019) :
- genre Gobrya Walker, 1860